# Mario Balleri
Mario Balleri (født 17. september 1902 i Livorno, død 9. marts 1962) var en italiensk roer.
Balleri var med i Italiens otter, der blev europamestre i 1929 og vandt EM-sølv de to følgende år. Italienerne stillede op ved OL 1932 i Los Angeles og vandt deres indledende heat klart. I finalen blev de kun besejret af hjemmebanefavoritterne fra USA, mens Canada sikrede sig bronzemedaljerne. Bådens besætning bestod desuden af Renato Barbieri, Dino Barsotti, Renato Bracci, Vittorio Cioni, Guglielmo del Bimbo, Enrico Garzelli, Roberto Vestrini og styrmand Cesare Milani, hvoraf størstedelen også var med i de foregående EM-konkurrencer.
Balleri var igen med til at vinde EM-sølv i 1933. Han var desuden med til at vinde seks italienske mesterskaber med båden fra Livorno mellem 1929 og 1935.

## OL-medaljer
- 1932:  Sølv i otter